# Muhammad Abd Al-Rahim Sultan-al-Ulama
Muhammad Abd al-Rahim Sultan-al-Ulama (arabisch محمد عبد الرحيم سلطان العلماء) ist ein Wissenschaftler und Hochschullehrer in den Vereinigten Arabischen Emiraten. Er ist Prodekan für Wissenschaftliche Forschungsangelegenheiten der Universität der Vereinigten Arabischen Emirate.
Er studierte islamisches Recht an der Umm-al-Qura-Universität in Mekka, Saudi-Arabien.
Er war einer der 138 Unterzeichner des offenen Briefes Ein gemeinsames Wort zwischen Uns und Euch (engl. A Common Word Between Us & You), den Persönlichkeiten des Islam an „Führer christlicher Kirchen überall“ (engl. "Leaders of Christian Churches, everywhere …") sandten (13. Oktober 2007).